# Peter Persidis
Peter Persidis (Wenen, 8 maart 1947 – aldaar, 21 januari 2009) was een internationaal Oostenrijks profvoetballer. 

## Carrière
Persidis begon zijn professionele loopbaan bij First Vienna FC, Hij ging terug naar zijn vaderland in de vroege jaren 70 en won drie Griekse titels met Olympiakos Piraeus voorafgaand aan de terugkeer naar Wenen in 1975 om te spelen voor Rapid Wien. Persidis was  verdediger, en als kapitein leidde hij de club van 1978 tot 1980, hij won de titel in 1981/1982 met het Oostenrijkse Rapid Wien onder leiding van Josef Hickersberger. 

## Coach
Later werkte hij ook als assistent van Hickersberger bij Rapid Wien en werd kort daarna de manager van de club. Persidis nam de taak als under-19-coach in de zomer van 2008 op zich, die eerder werkte als assistent van Hickersberger op UEFA EURO 2008. Maar hij werd gedwongen af te treden nadat hij kort daarna gediagnosticeerd met een ernstige ziekte.